# Aboubakary Koita
Aboubakary Koita (Dakar, 20 september 1998) is een Belgisch voetballer van Senegalese afkomst die meestal als flankaanvaller speelt. Hij staat sinds de zomer van 2021 onder contract bij STVV. Koita speelt sinds 2023 voor het nationale elftal van Mauritanië.

## Clubcarrière

### Jeugd
Koita werd geboren in Senegal als zoon van een Mauritaans-Malinese vader en een Senegalese moeder, en verhuisde op jonge leeftijd naar België. Op zijn dertiende sloot hij zich als jeugdspeler aan bij FC Merksem, later stapte hij over naar K. Lyra TSV. Na twee jaar in de jeugd bij Lyra te hebben gespeeld werd hij op 16-jarige leeftijd weggeplukt door ASV Geel. In de seizoenen 2015/16 en 2016/17 kwam Koita uit voor het eerste elftal van Geel, waar hij in totaal 34 wedstrijden speelde en 5 doelpunten scoorde. 

### KAA Gent
In juni 2017 ondertekende hij een contract voor twee seizoenen bij eersteklasser KAA Gent. Hij debuteerde er op 13 mei 2018 met een invalbeurt in een thuiswedstrijd tegen RSC Anderlecht (eindstand 1-0).
In het seizoen daarop moest hij zich tevredenstellen met slechts zes wedstrijden. In de tweede helft van het seizoen werd Koita door Gent dan ook verhuurd aan KV Kortrijk, waar hij zijn ex-trainer Yves Vanderhaeghe terugvond. Bij Kortrijk kreeg hij veel speeltijd: na Nieuwjaar speelde hij zestien competitiewedstrijden, waarin hij twee keer scoorde. 

### Waasland-Beveren
In juli 2019 trok Koita na twee seizoenen definitief de deur dicht bij Gent en ondertekende hij een contract voor vier seizoenen bij Waasland-Beveren. Na een gemiddeld eerste seizoen brak hij in zijn tweede seizoen volledig door. Onder coach Nicky Hayen scoorde Koita enkele belangrijke doelpunten, vaak van buiten het strafschopgebied, die Waasland-Beveren belangrijke punten opleverden in de strijd voor het behoud. Zijn goede prestaties bleken echter niet voldoende om de club in de hoogste afdeling te houden, Waasland-Beveren degradeerde na verlies in de barragewedstrijden tegen RFC Seraing.

### Sint-Truiden
In de zomer van 2021 werd bekend dat Koita de overstap zal maken naar STVV. Hij debuteerde op de eerste speeldag van het seizoen 2021/22 in de basisopstelling in de competitiewedstrijd tegen KAA Gent.
Op zondag 24 september 2023 scoorde hij in de Limburgse derby tegen KRC Genk op 6 minuten tijd een zuivere hattrick in de eerste helft. 

## Statistieken
| Seizoen         | Club              | Land            | Competitie             | Competitie | Competitie | Beker | Beker | Andere | Andere | Internationaal | Internationaal | Totaal | Totaal |
| Seizoen         | Club              | Land            | Competitie             | Wed.       | Dlp.       | Wed.  | Dlp.  | Wed.   | Dlp.   | Wed.           | Dlp.           | Wed.   | Dlp.   |
| --------------- | ----------------- | --------------- | ---------------------- | ---------- | ---------- | ----- | ----- | ------ | ------ | -------------- | -------------- | ------ | ------ |
| 2015/16         | ASV Geel          | Vlag van België | Tweede klasse          | 2          | 0          | 0     | 0     | 0      | 0      | 0              | 0              | 2      | 0      |
| 2016/17         | ASV Geel          | Vlag van België | Eerste klasse amateurs | 29         | 5          | 3     | 0     | 0      | 0      | 0              | 0              | 32     | 5      |
| 2017/18         | KAA Gent          | Vlag van België | Jupiler Pro League     | 1          | 0          | 0     | 0     | 0      | 0      | 0              | 0              | 1      | 0      |
| 2018/19         | KAA Gent          | Vlag van België | Jupiler Pro League     | 6          | 0          | 0     | 0     | 0      | 0      | 0              | 0              | 6      | 0      |
| 2018/19         | → KV Kortrijk     | Vlag van België | Jupiler Pro League     | 16         | 2          | 0     | 0     | 0      | 0      | 0              | 0              | 16     | 2      |
| 2019/20         | Waasland-Beveren  | Vlag van België | Jupiler Pro League     | 22         | 2          | 1     | 0     | 0      | 0      | 0              | 0              | 23     | 2      |
| 2020/21         | Waasland-Beveren  | Vlag van België | Jupiler Pro League     | 28         | 7          | 0     | 0     | 0      | 0      | 0              | 0              | 28     | 7      |
| 2021/22         | Sint-Truidense VV | Vlag van België | Jupiler Pro League     | 24         | 3          | 1     | 1     | 0      | 0      | 0              | 0              | 25     | 4      |
| 2022/23         | Sint-Truidense VV | Vlag van België | Jupiler Pro League     | 29         | 0          | 2     | 0     | 0      | 0      | 0              | 0              | 31     | 0      |
| 2023/24         | Sint-Truidense VV | Vlag van België | Jupiler Pro League     | 37         | 15         | 1     | 0     | 0      | 0      | 0              | 0              | 38     | 15     |
| Carrière totaal | Carrière totaal   | Carrière totaal | Carrière totaal        | 194        | 34         | 8     | 1     | 0      | 0      | 0              | 0              | 202    | 35     |

Bijgewerkt op 3 juli 2024.